# Liste der Staatsoberhäupter 1042
Übersicht
◄◄ | ◄ | 1038 | 1039 | 1040 | 1041 | Liste der Staatsoberhäupter 1042 | 1043 | 1044 | 1045 | 1046 | ► | ►►

Weitere Ereignisse

## Afrika
- Ägypten (Fatimiden)
  - Kalif: al-Mustansir (1036–1094)

- Äthiopien
  - Kaiser (Negus Negest): Yemrehana Krestos (1039–1079)

- Ifrīqiya (Ziriden)
  - Herrscher: al-Muʿizz ibn Bādīs az-Zīrī (1016–1062)

## Asien
- Armenien
  - König: Gagik II. (1040–1045)

- Bagan
  - König: Sokka-te (1020–1044)

- Champa
  - König: Jaya Simhavarman II. (1030–1044)

- China
  - Liao (in Nordchina)
    - Kaiser: Liao Xingzong (1031–1055)

  - Nördliche Song
    - Kaiser: Renzong (1022–1063)

  - Xi Xia
    - Kaiser: Jǐngzōng (1032–1048)

- Georgien
  - König: Bagrat IV. (1027–1072)

- Indien
  - Westliche Chalukya (in Westindien)
    - König: Rajaraja Narendra (1018–1061)

  - Chola (in Südindien)
    - König: Rajendra I. (1014–1044)

  - Kaschmir (Lohara-Dynastie)
    - König: Ananta Deva (1028–1063)

- Iran
  - Buyiden
    - Herrscher von Fars und Chuzistan: Imad ad-Din Abu Kalidschar (1024–1048)
    - Herrscher von Kirman: Imad ad-Din Abu Kalidschar Marzuban (1028–1048)

  - Ghaznawiden
    - Herrscher: Maudūd (1041–1048)

- Japan
  - Kaiser: Go-Suzaku (1036–1045)

- Khmer
  - König: Suryavarman I. (1011–1050)

- Korea
  - Goryeo
    - König: Jeongjong (1034–1046)

- Kalifat der Muslime
  - Kalif: al-Qa'im (1031–1075)

- Seldschuken-Reich
  - Großseldschuken
    - Sultan: Tughrul Beg (1016–1063)

- Vietnam (Lý-Dynastie)
  - Kaiser: Lý Phật Mã (1028–1054)

## Europa
- Byzantinisches Reich
  - Kaiser: Michael V. (1041–21. April 1042)
  - Kaiserin: Theodora III. (21. April 1042–11. Juni 1042, 1055–1056)
  - Kaiser: Konstantin IX. (11. Juni 1042–1055)

- Dänemark
  - König: Hardiknut (1035–1042) (1035–1037, 1040–1042 König von England)
  - König: Magnus I. (1042–1047) (1035–1047 König von Norwegen)

- England
  - König: Hardiknut (1035–1037, 1040–1042) (1035–1042 König von Dänemark)
  - König: Eduard der Bekenner (1042–1066)

- Frankreich
  - König: Heinrich I. (1031–1060)
  - Anjou
    - Graf: Gottfried II. (1040–1060)

  - Aquitanien
    - Herzog: Wilhelm VII. (1039–1058)

  - Auvergne
    - Graf: Wilhelm V. (1032–1064)

  - Bretagne
    - Herzog: Conan II. (1040–1066)

  - Burgund (Herzogtum)
    - Herzog: Robert I. (1032–1076)

  - Burgund (Freigrafschaft)
    - Pfalzgraf: Rainald I. (1026–1057)

  - Maine
    - Graf: Hugo IV. (1032/35–1051)

  - Normandie
    - Herzog: Wilhelm II. (1035–1087) (1066–1087 König von England)

  - Grafschaft Toulouse
    - Graf: Pons (1037–1061)

- Heiliges Römisches Reich
  - Römisch-deutscher König: Heinrich III. (1039–1056) (ab 1046 Kaiser)
  - Bayern
    - Herzog: Heinrich VI. (1027–1042, 1047–1049) (1039–1056 römisch-deutscher König)
    - Herzog: Heinrich VII. (1042–1047)

  - Böhmen
    - Herzog: Břetislav I. (1034–1055)

  - Flandern
    - Graf: Balduin V. (1035–1067)

  - Holland
    - Graf: Dietrich IV. (1039–1049)

  - Kärnten
    - vakant (1039–1047)

  - Lausitz
    - Markgraf: Ekkehard I. (1034–1046) (1038–1046 Markgraf von Meißen)

  - Luxemburg
    - Graf: Heinrich VII. (1026–1047)

  - Meißen
    - Markgraf: Ekkehard II. (1038–1046) (1034–1046 Markgraf der Lausitz)

  - Niederlothringen
    - Herzog: Gozelo I. (1023–1044) (1033–1044 Herzog von Oberlothringen)

  - Oberlothringen
    - Herzog: Gozelo I. (1033–1044) (1023–1044 Herzog  von Niederlothringen)

  - Sachsen
    - Herzog: Bernhard II. (1011–1059)

  - Schwaben
    - vakant (1038–1045)

- Italien
  - Amalfi
    - Herzog: Waimar I. (1039–1043) (1038–1047 Fürst von Capua, 1027–1052 Fürst von Salerno)

  - Aversa
    - Graf: Rainulf Drengot (1030–1045)

  - Benevent (gemeinsame Herrschaft)
    - Herzog: Pandulf III. (1012–1050, 1054–1059)
    - Herzog: Landulf VI. (1038–1053, 1054–1077)

  - Capua
    - Fürst: Waimar (1038–1047) (1039–1043 Herzog von Amalfi, 1027–1052 Fürst von Salerno)

  - Kirchenstaat
    - Papst: Benedikt IX. (1032–1044, 1045, 1047–1048)

  - Montferrat
    - Markgraf: Wilhelm III. (991–1042)
    - Markgraf: Otto II. (1042–1084)

  - Neapel
    - Herzog: Johannes V. (1036–1042)
    - Herzog: Sergius V. (1042–1082)

  - Salerno
    - Fürst: Waimar IV. (1027–1052) (1039–1043 Herzog von Amalfi, 1038–1047 Fürst von Capua)

  - Sizilien (Kalbiten)
    - Emir: Hasan as-Samsam (1040–1053)

  - Toskana
    - Markgraf: Bonifatius IV. (1027–1052)

  - Venedig
    - Doge: Domenico Flabanico (1032–1043)

- Kroatien
  - König: Stjepan I. (1030–1058)

- Norwegen
  - König: Magnus I. (1035–1047) (1042–1047 König von Dänemark)

- Polen
  - Herzog: Kasimir I. (1034–1058)

- Russland
  - Großfürst: Jaroslaw I. (1019–1054)

- Schottland
  - König: Macbeth (1040–1057)

- Schweden
  - König: Anund Jakob (1022–1050)

- Spanien
  - Aragón
    - König: Ramiro I. (1035–1063)

  - Barcelona
    - Graf: Raimund Berengar I. (1035–1076)

  - Kastilien
    - Köng: Ferdinand I. (1035–1065) (1037–1065 König von León)

  - León
    - König: Ferdinand I. (1037–1065) (1035–1065 König von Kastilien)

  - Navarra
    - König: García III. (1035–1054)

  - Sobrarbe-Ribagorza
    - König: Gonzalo (1035–1043)

- Ungarn
  - König: Sámuel Aba (1041–1044)

- Zeta (im heutigen Montenegro)
  - Fürst: Stefan Vojislav (1039–um 1055)